# فينلي (واشنطن)
فينلي (بالإنجليزية: Finley CDP, Washington)‏ هي منطقة سكنية تقع بولاية واشنطن في الولايات المتحدة. تبلغ مساحتها 37.7 كم2، وترتفع عن سطح البحر 108 م، بلغ عدد سكانها 6,012 نسمة في عام 2010 حسب إحصاء مكتب تعداد الولايات المتحدة وتصل الكثافة السكانية فيها 159.5 نسمة لكل كيلومتر مربع (413.1/ميل2).

## التركيبة السكانية
حدّد مكتب تعداد الولايات المتحدة بيانات التركيبة السكانية لفينلي في تعداد الولايات المتحدة. في ما يلي، التركيبة السكانية حسب تعدادي 2000 و2010.

### تعداد عام 2000
بلغ عدد سكان فينلي 5,770 نسمة بحسب تعداد عام 2000، وبلغ عدد الأسر 1,987 أسرة وعدد العائلات 1,585 عائلة مقيمة في المنطقة السكنية. في حين سجلت الكثافة السكانية 153.1 نسمة لكل كيلومتر مربع (396.5/ميل2). وبلغ عدد الوحدات السكنية 2,082 وحدة بمتوسط كثافة قدره 55.2 لكل كيلومتر مربع (143.0/ميل2).
وتوزع التركيب العرقي للمنطقة السكنية بنسبة 91.40% من البيض و0.03% من الأمريكيين الأفارقة و1.11% من الأمريكيين الأصليين و0.24% من الأمريكيين ذوي الأصول الآسيوية و0.12% من سكان جزر المحيط الهادئ و4.71% من الأعراق الأخرى و2.37% من عرقين مختلطين أو أكثر و8.99% من الهسبانيون أو اللاتينيون من أي عرق.
بلغ عدد الأسر 1,987 أسرة كانت نسبة 43.7% منها لديها أطفال تحت سن الثامنة عشر تعيش معهم، وبلغت نسبة الأزواج القاطنين مع بعضهم البعض 62.7% من أصل المجموع الكلي للأسر، ونسبة 10.5% من الأسر كان لديها معيلات من الإناث دون وجود شريك،  بينما كانت نسبة 6.6% من الأسر لديها معيلون من الذكور دون وجود شريكة وكانت نسبة 20.2% من غير العائلات. تألفت نسبة 14.9% من أصل جميع الأسر من عدة أفراد يعيشون في نفس المنزل ونسبة 4.3% كانت تتألف من شخص يعيش بمفرده يبلغ من العمر 65 عاماً أو أكثر. وبلغ متوسط حجم الأسرة المعيشية 2.90، أما متوسط حجم العائلات فبلغ 3.19.
بلغ العمر الوسطي للسكان 35.8 عاماً. وكانت نسبة 29.5% من القاطنين تحت سن الثامنة عشر، وكانت نسبة 8.4% بين الثامنة عشر والرابعة والعشرين عاماً، ونسبة 28.5% كانت واقعةً في الفئة العمرية ما بين الخامسة والعشرين والرابعة والأربعين عاماً، ونسبة 24.8% كانت ما بين الخامسة والأربعين والرابعة والستين، ونسبة 8.7% كانت ضمن فئة الخامسة والستين عاماً فما فوق. يوجد لكل 100 أنثى 101.8 ذكر، ويوجد لكل 100 أنثى في الثامنة عشر من عمرها فما فوق 102.0 ذكر.
بلغ متوسط دخل الأسرة في المنطقة السكنية 42,820 دولارًا، أما متوسط دخل العائلة فبلغ 47,983 دولارًا. وكان متوسط دخل الذكور 41,103 دولارًا مقابل 23,818 دولارًا للإناث. وسجل دخل الفرد الخاص بالمنطقة السكنية 17,282 دولارًا. وكانت نسبة 6.2% من العائلات ونسبة 6.5% من السكان تحت خط الفقر، وكان من هؤلاء نسبة 9.5% تحت سن الثامنة عشر ونسبة 8.4% في الخامسة والستين من العمر وما فوق.

### تعداد عام 2010
بلغ عدد سكان فينلي 6,012 نسمة بحسب تعداد عام 2010، وبلغ عدد الأسر 2,070 أسرة وعدد العائلات 1,600 عائلة مقيمة في المنطقة السكنية. في حين سجلت الكثافة السكانية 159.5 نسمة لكل كيلومتر مربع (413.1/ميل2). وبلغ عدد الوحدات السكنية 2,175 وحدة بمتوسط كثافة قدره 57.7 لكل كيلومتر مربع (149.4/ميل2).
وتوزع التركيب العرقي للمنطقة السكنية بنسبة 83.07% من البيض و0.30% من الأمريكيين الأفارقة و1.46% من الأمريكيين الأصليين و0.63% من الأمريكيين ذوي الأصول الآسيوية و0.08% من سكان جزر المحيط الهادئ و11.64% من الأعراق الأخرى و2.81% من عرقين مختلطين أو أكثر و20.48% من الهسبانيون أو اللاتينيون من أي عرق.
بلغ عدد الأسر 2,070 أسرة كانت نسبة 38% منها لديها أطفال تحت سن الثامنة عشر تعيش معهم، وبلغت نسبة الأزواج القاطنين مع بعضهم البعض 58.1% من أصل المجموع الكلي للأسر، ونسبة 11.8% من الأسر كان لديها معيلات من الإناث دون وجود شريك،  بينما كانت نسبة 7.4% من الأسر لديها معيلون من الذكور دون وجود شريكة وكانت نسبة 22.7% من غير العائلات. تألفت نسبة 17.4% من أصل جميع الأسر من عدة أفراد يعيشون في نفس المنزل ونسبة 6.4% كانت تتألف من شخص يعيش بمفرده يبلغ من العمر 65 عاماً أو أكثر. وبلغ متوسط حجم الأسرة المعيشية 2.90، أما متوسط حجم العائلات فبلغ 3.22.
بلغ العمر الوسطي للسكان 37.7 عاماً. وكانت نسبة 26.6% من القاطنين تحت سن الثامنة عشر، وكانت نسبة 9.2% بين الثامنة عشر والرابعة والعشرين عاماً، ونسبة 23% كانت واقعةً في الفئة العمرية ما بين الخامسة والعشرين والرابعة والأربعين عاماً، ونسبة 29.6% كانت ما بين الخامسة والأربعين والرابعة والستين، ونسبة 11.5% كانت ضمن فئة الخامسة والستين عاماً فما فوق. وتوزع التركيب الجنسي للسكان بنسبة 51.4% ذكور و48.6% إناث.